# Església Ortodoxa Russa a l'Exili
L'Església Ortodoxa Russa a l'exili (en rus:Ру́сская Правосла́вная Це́рковь Заграни́цей, Russkaya Pravoslavnaya Tserkov' Zagranitsey), coneguda amb les sigles de ROCOR, és una jurisdicció semiautònoma de l'Església Ortodoxa Russa.
Va ser formada com a jurisdicció ortodoxa com a resposta a la política bolxevic respecte a la religió a la Unió Soviètica, just després de la Revolució russa de 1917, i va separar-se del Patriarcat de Moscou el 1927 després que el Patriarca Sergi I de Moscou proclamés fidelitat a l'estat soviètic. L'Església Ortodoxa Russa a l'exili signà una Acta de Comunió Canònica amb el Patriarcat de Moscou el 17 de maig de 2007, restaurant l'enllaç canònic entre ambdues esglésies.